# Neda Bahi
Neda Bahi (arabe : ندى الباهي), née le 1er janvier 1992 à Gafsa, est une athlète handisport tunisienne, active principalement dans la catégorie T37 des épreuves de sprint.

## Palmarès
Elle participe aux Jeux paralympiques d'été de 2012 à Londres et y remporte une médaille d'or en 400 m T37 et une médaille de bronze en 100 m T37. Aux Jeux paralympiques d'été de 2016 à Rio de Janeiro, elle remporte une médaille de bronze en 400 m T37.
Aux championnats du monde d'athlétisme handisport 2013 à Lyon, elle remporte une médaille d'argent en 400 m T37,.